# Voix de la France
Voix de France est un journal clandestin diffusé sous forme de tracts. Il est né en juillet 1940 au lendemain de lArmistice. Il s'efforce de « soutenir et de propager l'esprit de résistance »

## Références

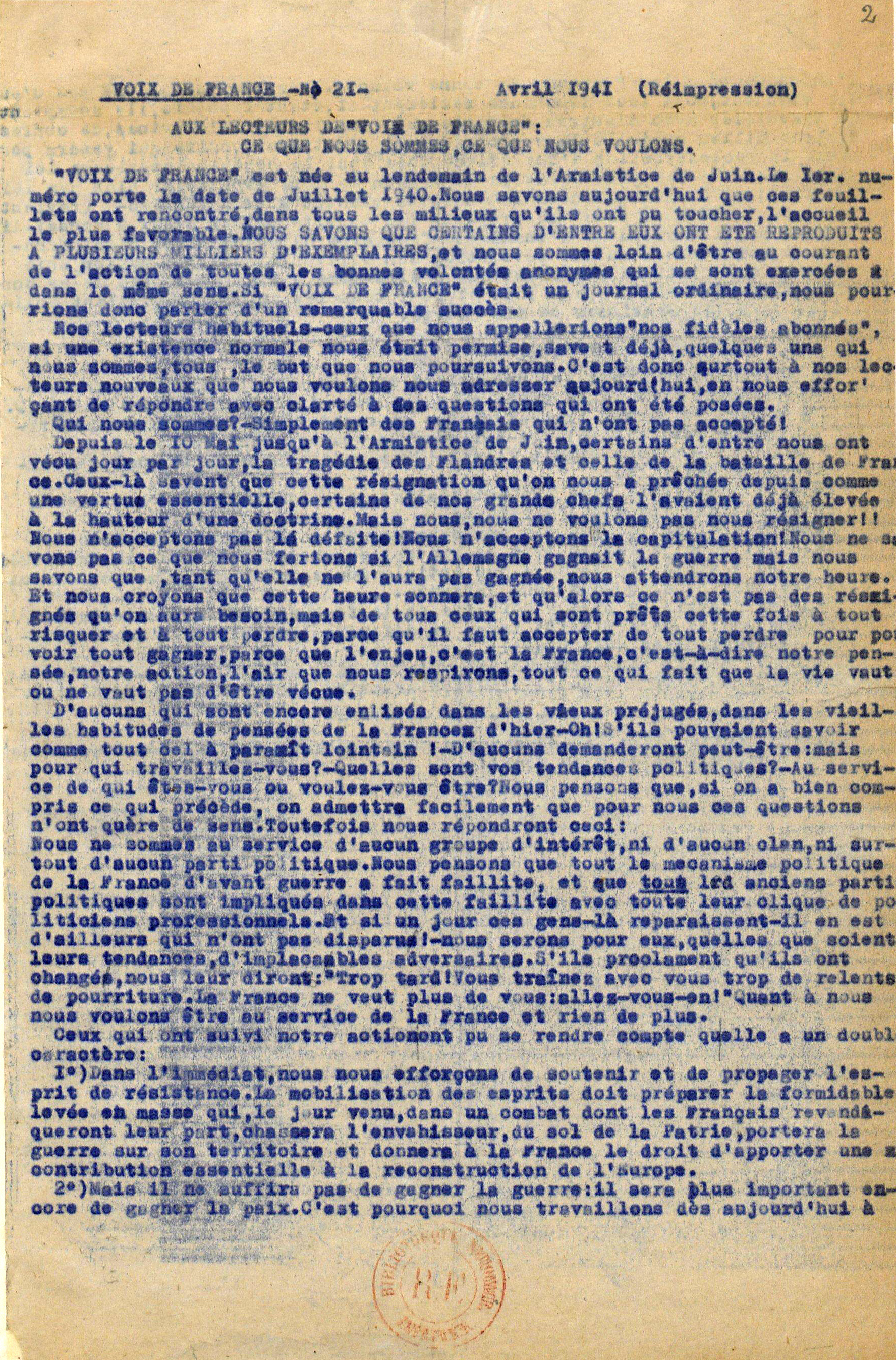
Exemplaire no 21 d'avril 1941 page 1
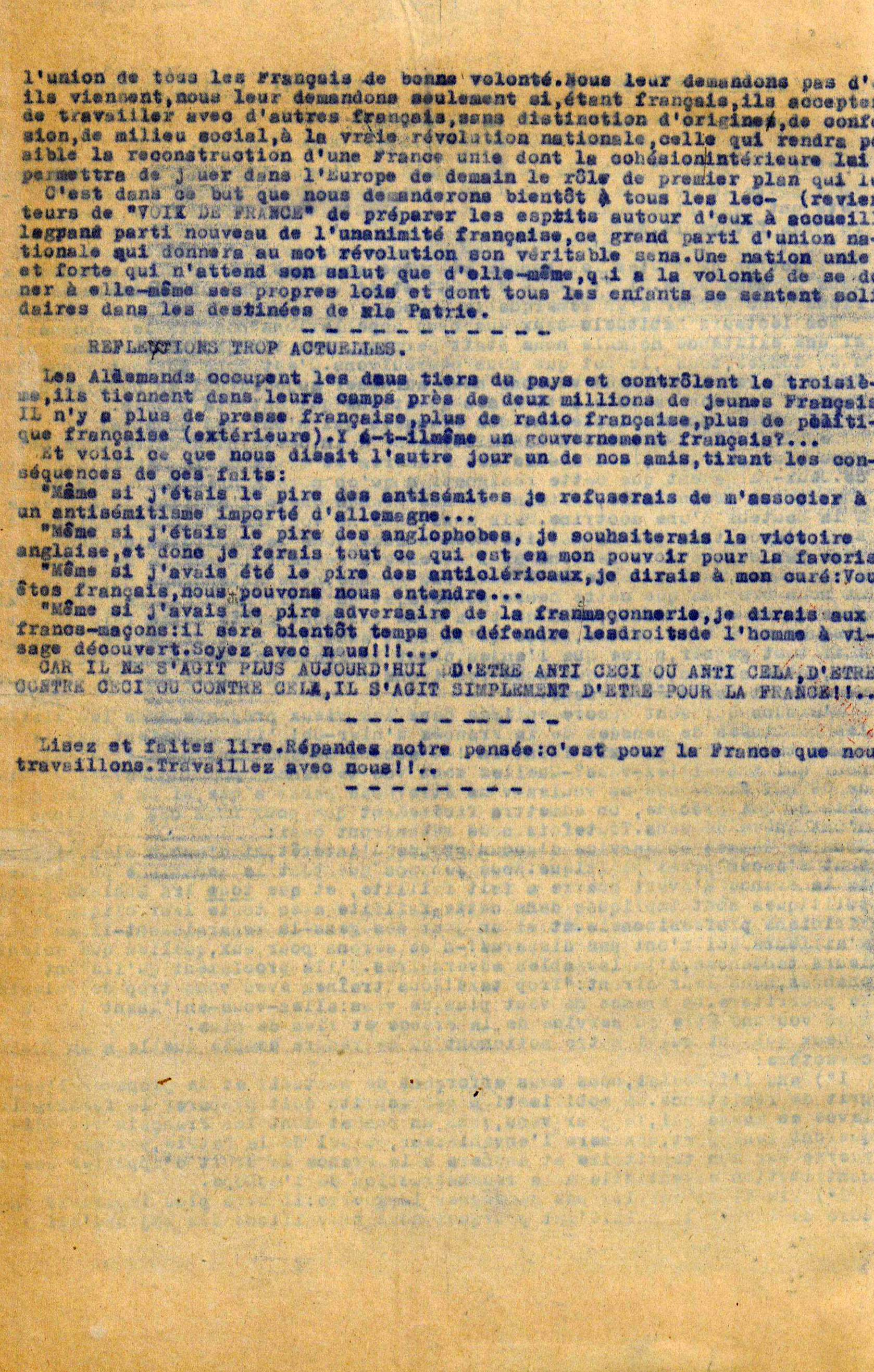
Exemplaire no 21 d'avril 1941 page 2